# Eino Forsström
Eino Vilho Forsström (* 10. April 1889 in Helsinki; † 26. Juli 1961 ebenda) war ein finnischer Turner.

## Erfolge
Eino Forsström gab 1908 in London sein Olympiadebüt und trat dort im Mannschaftsmehrkampf an, einem der beiden Wettkämpfe im Geräteturnen. Die Turnriegen bestanden aus 16 bis 40 Turnern und es war innerhalb von 30 Minuten Wettkampfzeit eine Gesamtpunktzahl von 480 Punkten möglich. Der Wettbewerb bestand aus einer Gruppenübung mit und ohne Turngeräte, die innerhalb von 30 Minuten absolviert werden musste. Insgesamt waren acht Mannschaften mit in Summe 254 Turnern am Start. Eine Mannschaft musste dabei aus 16 bis 40 Turnern bestehen. Jeder der drei Kampfrichter vergab ein Maximum von 160 Punkten (40 für das Auftreten, 60 für die Ausführung und 60 für die Schwierigkeit). Dabei wurden Stil, Schwierigkeit, Vielseitigkeit und Gesamteindruck für die Wertung berücksichtigt. Mit der finnischen Mannschaft gewann Forsström mit 405 Punkten hinter den Olympiasiegern aus Schweden mit 438 Punkten sowie Norwegen, dessen Turner auf 425 Punkte kamen, die Bronzemedaille. Zur Mannschaft gehörten neben ihm noch Otto Granström, Johan Kemp, Iivari Kyykoski, Heikki Lehmusto, John Lindroth, Edvard Linna, Yrjö Linko, Matti Markkanen, Kalle Mikkolainen, Veli Nieminen, Kalle Kustaa Paasia, Arvi Pohjanpää, Aarne Pohjonen, Eino Railio, Ale Riipinen, Arno Saarinen, Einar Sahlstein, Aarne Salovaara, Torsten Sandelin, Elis Sipilä, Viktor Smeds, Kaarlo Soinio, Kurt Stenberg, Väinö Tiiri und Magnus Wegelius.
Vier Jahre darauf folgte Forsströms Teilnahme an den Olympischen Spielen in Stockholm. Bei diesen gehörte er zur finnischen Turnriege im Wettbewerb, der nach dem sogenannten freien System ausgetragen wurde. Dabei traten insgesamt fünf Mannschaften an, die aus 16 bis 40 Turnern bestehen und während des einstündigen Wettkampfs gleichzeitig antreten mussten. Es wurden die Ausführungen der geturnten Übungen an den Geräten bewertet, aber auch der Einmarsch zu Beginn und der Ausmarsch am Ende. Das Gesamtergebnis war ein Durchschnittswert der fünf Kampfrichterwertungen. Neben den Finnen traten auch Turnriegen aus Norwegen, Dänemark, dem Deutschen Reich und Luxemburg an. Mit 114,25 Punkten setzten sich die Norweger gegen ihre Konkurrenten durch. Die Finnen erzielten indes 109,25 Punkte und belegten damit vor den drittplatzierten Dänen mit 106,25 Punkten den zweiten Platz. Forsström gewann somit zusammen mit Kaarlo Ekholm, Eero Hyvärinen, Mikko Hyvärinen, Tauno Ilmoniemi, Ilmari Keinänen, Jalmari Kivenheimo, Karl Lund, Aarne Pelkonen, Ilmari Pernaja, Arvid Rydman, Eino Saastamoinen, Aarne Salovaara, Heikki Sammallahti, Hannes Sirola, Klaus Suomela, Lauri Tanner, Väinö Tiiri, Kaarlo Vähämäki und Kaarlo Vasama die Silbermedaille.